# Aeroporto de Chapelco
O Aeroporto Aviador Carlos Campos (IATA: CPC, ICAO: SAZY) serve as cidade de San Martín de Los Andes e Junín de los Andes, província de Neuquén, Argentina. Está localizado a 20 km do centro de San Martín de Los Andes .
O aeroporto foi inaugurado em 1981 e a administração está a cargo da Província de Neuquén . Recebe voos na temporada de inverno da Aerolíneas Argentinas.

## Terminal
| Companhias            | Destinos                          |
| --------------------- | --------------------------------- |
| Aerolíneas Argentinas | Buenos Aires-Aeroparque (Sazonal) |